# Phyllodromica asiatica
Phyllodromica asiatica är en kackerlacksart som beskrevs av Bei-Bienko 1950. Phyllodromica asiatica ingår i släktet Phyllodromica och familjen småkackerlackor. Inga underarter finns listade i Catalogue of Life.